# Cornel Cornean
Cornel Cornean (n. 23 aprilie 1884, Apahida, - d. 1963 Caransebeș) a fost un deputat în Marea Adunare Națională de la Alba Iulia, organismul legislativ reprezentativ al „tuturor românilor din Transilvania, Banat și Țara Ungurească”, cel care a adoptat hotărârea privind Unirea Transilvaniei cu România, la 1 decembrie 1918.:p. 77

## Biografie
A fost secretar al Consistoriului eparhial Caransebeș, apoi asesor ordinar în senatul bisericesc.

## Activitatea politică
A fost membru al Consiliului Național Român din Caransebeș, iar după 1 decembrie 1918 a fost ales membru în Marele Sfat Național Român. A devenit membru al P.N.Ț, deputat si vicepreședinte al Camerei Deputaților.